# Abadía de Staad

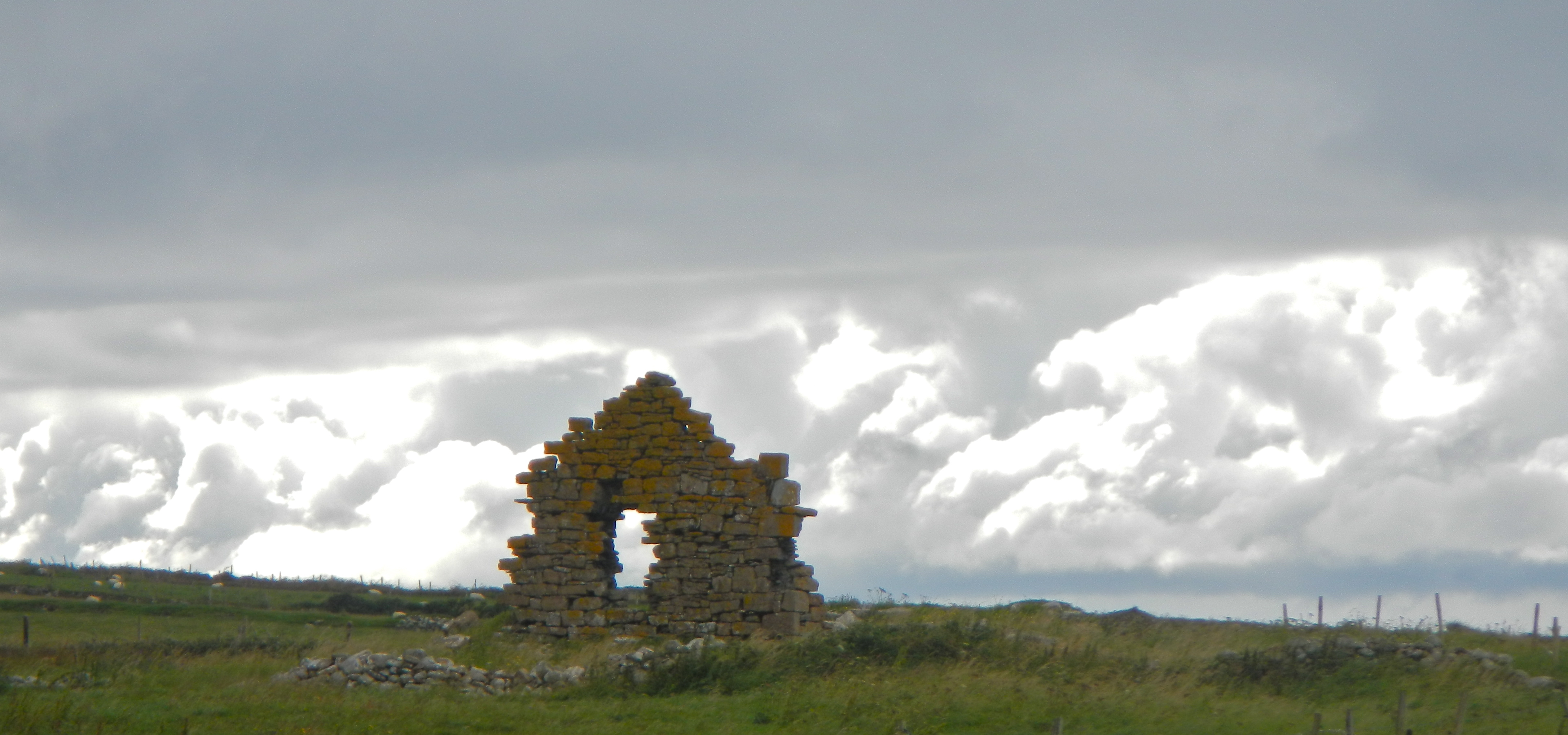
Abadía de Staad o Staad Abbey

Staad Abbey o Abadía de Staad en Grange (Condado de Sligo, Irlanda), son actualmente las ruinas de una pequeña iglesia cuya fundación tradicionalmente se ha atribuido a San Molais. Este emplazamiento ha existido desde el periodo medieval y podría haber sido parte del asentamiento monástico de la cercana Isla de Inishmurray, destinado al alojamiento de monjes y clérigos en su camino a la isla.
Situadas cerca de la playa de Streedagh han sido consideradas las ruinas del monasterio donde el 22 de septiembre de 1588 Francisco de Cuéllar intentó buscar refugio después del naufragio de su barco, perteneciente a la Armada Invencible. Según su relato, al llegar a esta iglesia encontró a doce de sus compañeros ahorcados, habiendo huido los monjes del lugar.
Aunque las excavaciones realizadas no ha podido aportar luz sobre la veracidad de esta historia, en 2017 un historiador local ha sugerido que realmente la abadía a la que cita Cuéllar estaría situada en lo que actualmente es la iglesia de Ahamlish, al norte de la playa, cerca de la cual la tradición popular sitúa el “Gáirdín a ‘Bhádh”(el jardín de los ahogados). 
- Datos: Q48784633